# Ruta europea E136
La ruta europea E 136 es una autopista europea ubicada íntegramente en los condados de Møre og Romsdal e Innlandet en Noruega. La carretera comienza en la ciudad de Ålesund en el condado de Møre og Romsdal en la costa oeste de Noruega y sube hacia el este a través del valle de Romsdalen y cruza hacia el valle superior de Gudbrandsdalen para terminar en el pueblo de Dombås en el condado de Oppland.

## Ruta

### Condado de Møre og Romsdal
- Municipio de Ålesund:
  - Rv658 de Ålesund al Aeropuerto de Ålesund, Vigra.
  -  en Spjelkavik comparte trazado con la  hasta Skorga en el municipio de Vestnes.
  -  Túnel de Sørnes (236 m).
- Municipio de Skodje:
  - Fv111 a Brusdal.
- Municipio de Ørskog:
  - Fv650 a Sjøholt.
- Municipio de Vestnes:
  -  en Skorga (tramo de trazado compartido con  de Spjelkavika en Ålesund).
  - Puente Tresfjord sobre Tresfjorden.
  - Puente Tresfjord sobre Tresfjorden.
- Municipio de Rauma:
  - Túnel de Vågstrand (3665 m).
  - Túnel de Måndal (2080 m).
  - Túnel Innfjord (6.594 m).
  - Puente Rauma sobre el río Rauma (140 m).
  - Fv64 a Åndalsnes.
  - Fv63 Puente Sogge en Åndalsnes.

### Condado de Innlandet
- Municipio de Lesja: 
  - Fv476 en Lesja.
- Municipio de Dovre:
  -  en Dombås.